# Ponte Hong Kong-Zhuhai-Macao

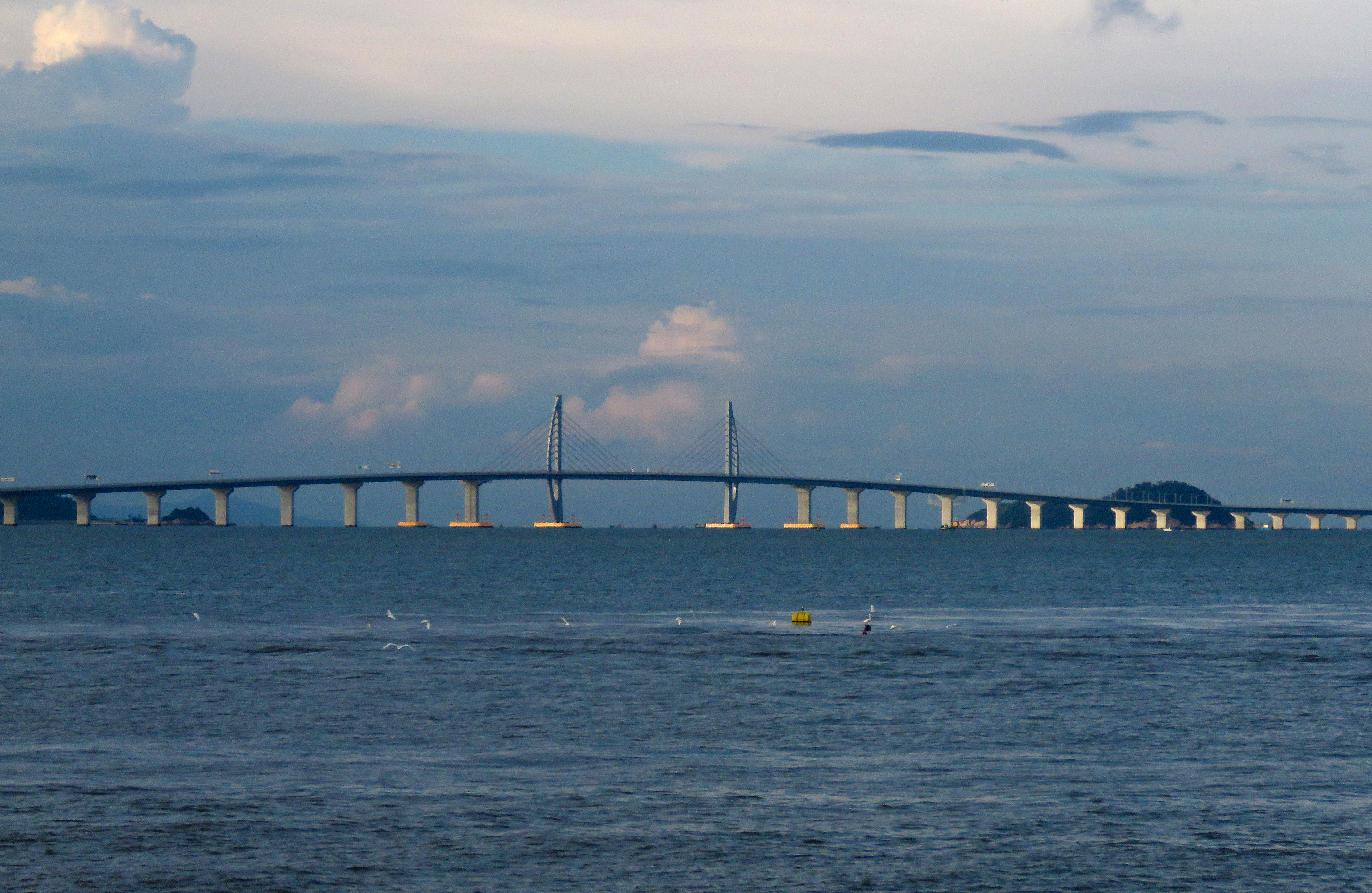
Sezione ovest del Ponte Hong Kong-Zhuhai-Macao.

Il ponte Hong Kong–Zhuhai–Macao (港珠澳大橋T, 港珠澳大桥S, Gǎng Zhū Ào dàqiáoP, in inglese Hong Kong-Zhuhai-Macau Bridge, in portoghese Ponte Hong Kong-Zhuhai-Macau) è una serie di ponti e gallerie progettata e costruita per attraversare il canale Lingdingyang e collegare le città Hong Kong, Zhuhai e Macao, le tre maggiori città situate sul delta del Fiume delle Perle in Cina.
Il progetto, con un costo preventivato di 20 miliardi di dollari di Hong Kong  (10,6 miliardi di dollari USA), ha una lunghezza di circa 55 km ed è uno dei punti di riferimento all'interno della zona. La sezione di ponte più lunga è di 29,6 km e include tre campate strallate tra 280 metri e 460 metri.
La costruzione è iniziata ufficialmente il 15 dicembre 2009, è stata ultimata il 14 novembre 2017 ed è stata aperta il 23 ottobre 2018 dal presidente Xi Jinping dopo 9 anni di costruzione.

## Premesse

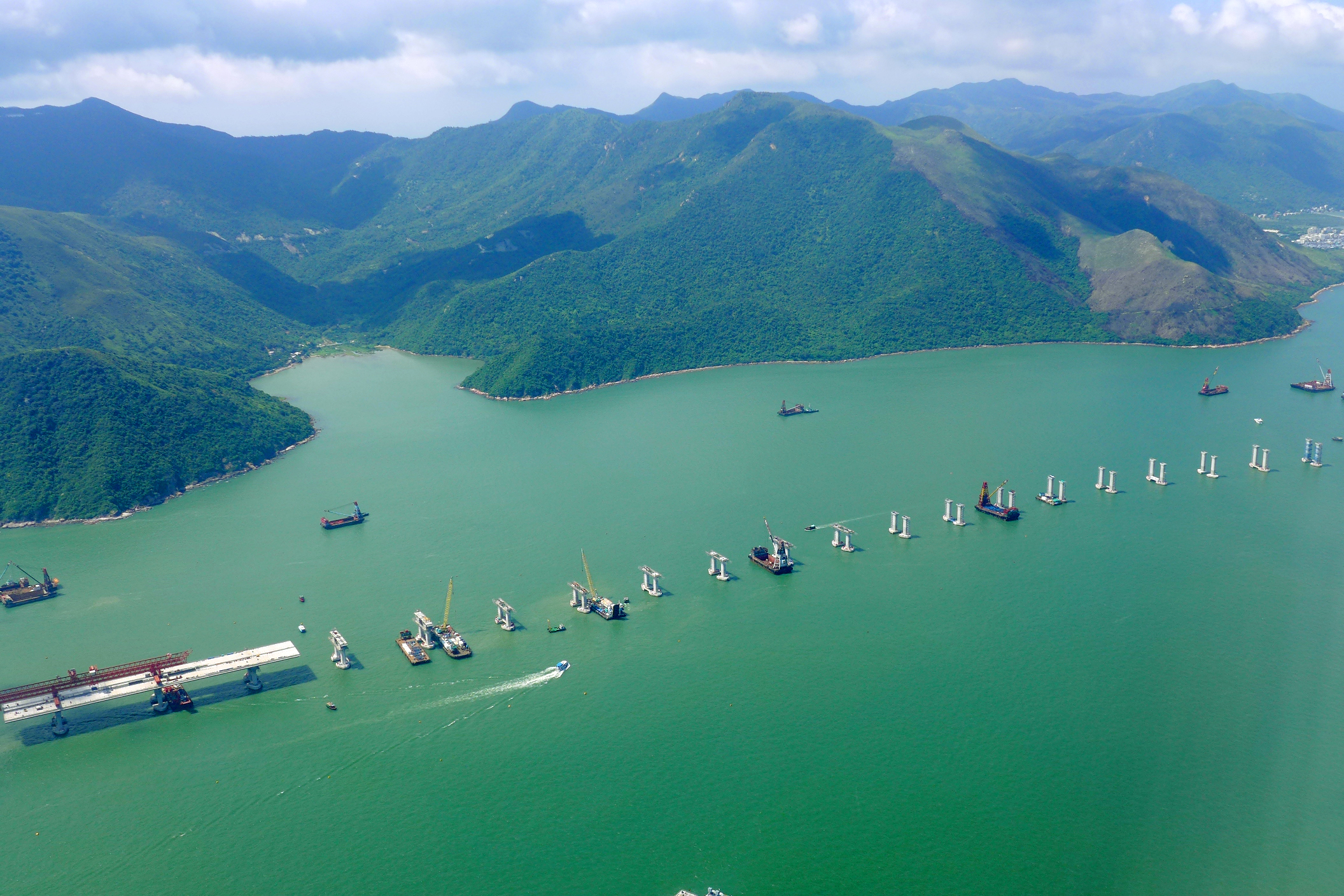
Il Ponte Hong Kong-Zhuhai-Macao in costruzione.

Nel 1982, la rapida crescita e l'aumento del traffico transfrontaliero richiese un accordo tra il governo di Hong Kong e le autorità di Shenzhen: tale accordo suggerì un miglioramento dei collegamenti, con l'apertura di nuovi collegamenti stradali. Inoltre è stata proposta la costruzione di un ponte tra Lo Wu e Luohu, l'introduzione di servizi di traghetto e l'implementazione di strutture e servizi di ispezione nei punti di uscita ed entrata.
Nel 2016 esistono cinque grandi posti di confine che collegano Hong Kong e Shenzhen:
1. Man Kam To che fornisce l'accesso più diretto a Luohu e al centro di Shenzhen (solo veicoli);
2. Sha Tau Kok che collega Hong Kong con le vie di comunicazione verso il distretto di Yantian nella parte orientale di Shenzhen;
3. Lok Ma Chau che offre un collegamento verso Futian di Shenzhen per veicoli, treni e due linee della metropolitana (veicoli solo dal lato di Hong Kong);
4. Lo Wu collega tramite ferrovia Hong Kong e Luohu nel centro di Shenzhen (solo passeggeri). Il numero di passeggeri può raggiungere punte di 400.000 persone durante le ore di punta, spesso all'inizio e alla fine di un lungo periodo festivo.
5. Corridoio occidentale Hong Kong–Shenzhen, aperto nel 2007 e accessibile tramite un ponte stradale direttamente da Hong Kong, è un collegamento unico in quanto sia l'immigrazione per Hong Kong e per la Cina si trovano nello stesso edificio sul lato cinese del ponte. L'accesso è consentito solo ai veicoli autorizzati da Hong Kong.

In questi incroci sono state realizzate opere in continua espansione per soddisfare la crescente domanda di movimentazione dei passeggeri. Inoltre, coloro che hanno ottenuto permessi speciali e autorizzazioni preferiscono guidare attraverso il confine, al fine di evitare l'elevato flusso di viaggiatori nei suddetti valichi di frontiera.
Il collegamento Lo Wu - Luohu è ancora il nodo principale che collega Hong Kong e Shenzhen e la ferrovia riceve molto traffico dalle città. Ogni giorno, milioni di utenti ferroviari passano il confine di Lo Wu - Luohu verso Shenzhen - Sham Chan. Al fine di far fronte alla grande quantità di traffico transfrontaliero, sono state avviate opere che consentono una graduale estensione degli orari di apertura e un miglioramento dei lavori al terminal.
Al fine di far fronte alla congestione del traffico tra Lo Wu e Luohu, sono stati approvati vari progetti a lungo termine: il governo di Hong Kong e le autorità cinesi hanno individuato la necessità di aprire nuovi valichi di frontiera. Alla terza riunione della Conferenza Cina - Hong Kong sul coordinamento di grandi progetti infrastrutturali (la Conferenza), svoltasi il 20 settembre 2002, si è convenuto di realizzare uno studio congiunto sul trasporto tra Hong Kong e la costa occidentale del Fiume delle Perle.
Lo studio sottolineava che un ponte che colleghi Hong Kong, Zhuhai e Macao avrebbe fornito vantaggi macrosocioeconomici significativi per la regione del Grande Delta del Fiume delle Perle tra cui Hong Kong. I governi di Guangdong, Hong Kong e Macao furono perciò autorizzati dalle autorità cinesi a istituire un Gruppo di coordinamento per i lavori avanzati per il ponte Hong Kong-Zhuhai-Macao al fine di seguire il progetto e realizzare studi intensivi su idrologia, protezione dell'ambiente, benefici economici, itinerari, flussi di passeggeri e traffico delle merci sul ponte.
Lo studio ha analizzato la situazione dei collegamenti di trasporto tra Hong Kong, Macao e il Fiume delle Perle occidentale e i problemi e le carenze esistenti, prevedendo anche il flusso di traffico dei passeggeri e delle merci tra Hong Kong e il Fiume delle Perle occidentale, il quale è risultato carente, comportando una deviazione degli itinerari con un conseguente aumento del tempo di trasporto e dei costi. Il rapporto ha previsto un aumento del flusso del traffico passeggeri tra le sponde occidentali e orientali del delta del Fiume delle Perle: nel 2020 vi saranno 180-240 milioni di passeggeri e 169-220 milioni di tonnellate di merci.
Lo studio, che ha preso in considerazione i tre collegamenti esistenti tra le due sponde del fiume delle Perle, è stato condotto sul campo, attraverso seminari e analisi dei punti di vista, prendendo in considerazione varie fonti. Il risultato dello studio è stato che il ponte tra Hong Kong (Lantau) -Zhuhai-Macao proposto dal governo autonomo di Hong Kong risultava essere un'infrastruttura urgente con implicazioni politiche ed economiche significative all'interno dell'obiettivo conosciuto come "una Cina, due sistemi".

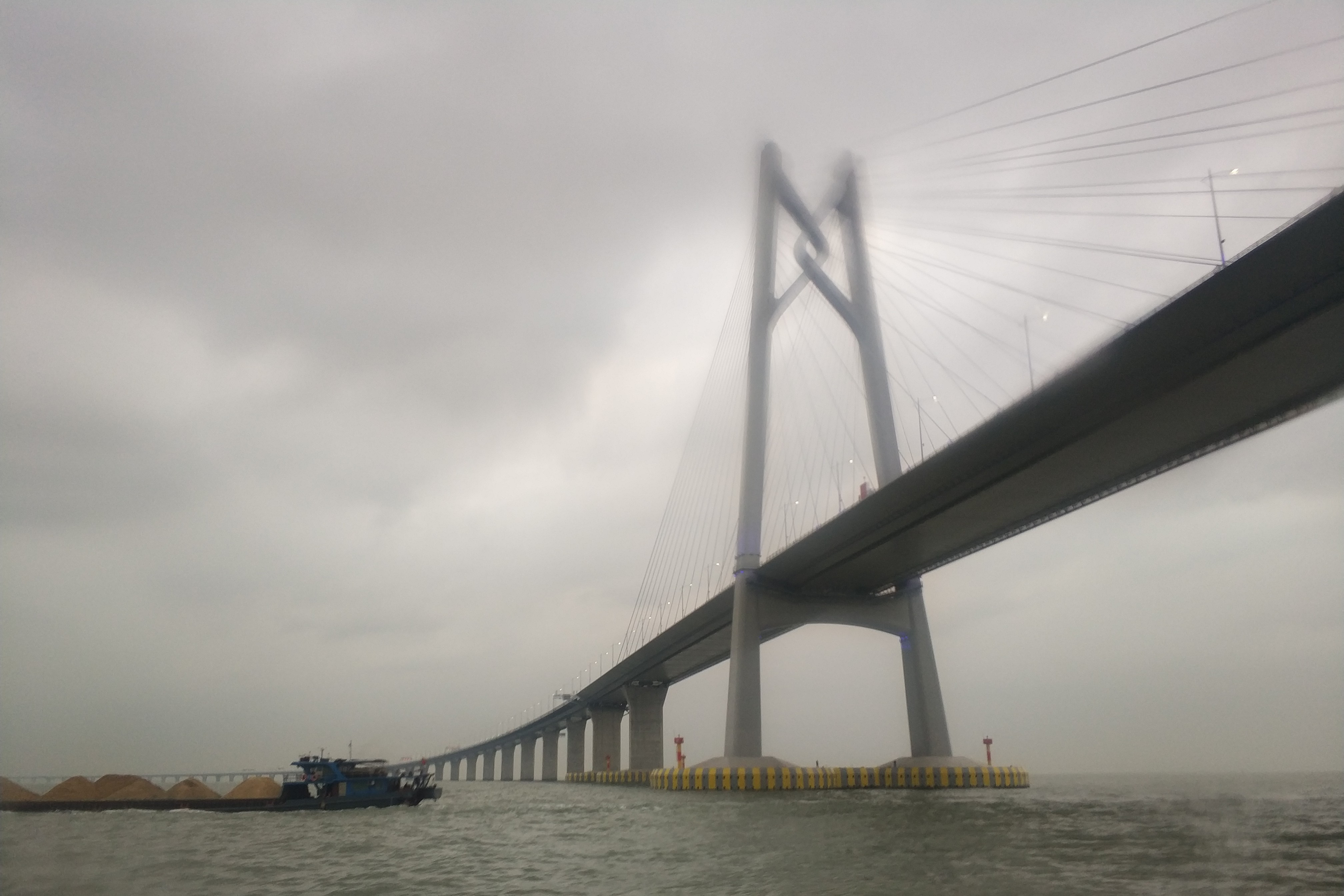
Vista di una campata del ponte.

Lo studio evidenziava che il ponte Hong Kong–Zhuhai–Macao avrebbe modificato radicalmente l'attuale condizione del trasporto tra le sponde del Fiume delle Perle principalmente basato sul trasporto navale, accorciando la distanza da Hong Kong a Macao e Zhuhai da 160 chilometri a soli 30 chilometri e riducendo sensibilmente il tempo di percorrenza da quattro ore a circa 45 minuti, effettuato tramite un servizio ininterrotto di bus navetta (una ogni 5 minuti). Di conseguenza, la sponda occidentale del Fiume delle Perle si sarebbe ritrovata all'interno della rete di trasporto che si irradia da Hong Kong.
Originariamente, la città di Shenzhen aveva cercato di essere inclusa nel progetto del ponte Hong Kong–Zhuhai–Macao, ma ne fu esclusa nel 2004. L'idea di un collegamento separato tra Shenzhen con Zhongshan fu proposta nel 2008, ma fu poi accantonata per diversi anni a causa di preoccupazioni che potessero ostacolare la realizzazione del ponte e fu poi inclusa nella pianificazione dodecennale del governo di Guangdong: il corridoio Shenzhen-Zhongshan taglierà i tempi di percorrenza sotto i 30 minuti e la sua costruzione era prevista a partire dal 2015, per essere completata entro il 2021. Alcuni analisti della Cina continentale e di Hong Kong ritengono che il progetto potrebbe attirare fino al 40% del potenziale di traffico del ponte Hong Kong-Zhuhai-Macao e ridurre il predominio regionale dell'aeroporto e del porto di Hong Kong.

## Preparazione
Al fine di coordinare il progetto, nel 2003 fu istituito il gruppo di lavoro avanzato per il ponte Hong Kong-Zhuhai-Macao. Durante il secondo incontro, i funzionari delle tre città decisero di istituire un ufficio a Canton per i lavori del gruppo e incaricare un istituto di design in Cina per condurre lo studio di fattibilità e produrre una relazione sui punti di fondazione per il ponte.

## Statistiche
Il ponte è costituito da 400.000 tonnellate di acciaio, possiede una forma che ricorda il dragone cinese, ed ha richiesto la costruzione di due isole artificiali e di un tunnel sottomarino lungo 6.7 chilometri, per lasciare uno spazio adeguato all'elevato numero di navi che attraversano continuamente quest'area. L'opera è costata circa 7 miliardi dollari, e altri 13 per tunnel e infrastrutture complementari, stima non ufficiale confermata anche dalla CNN.

## Sicurezza
Nel 2017 l'Autorità Anticorruzione di Hong Kong ha deciso l'arresto di 21 dipendenti della Jacobs China Limited, una società contraente del Dipartimento per l'Ingegneria Civile e lo Sviluppo, con l'accusa di aver falsificato i risultanti dei collaudi dell'opera, sottostimandone i rischi per la sicurezza pubblica. Il Dipartimento per l'Ingegneria Civile e lo Sviluppo ha fatto ripetere i collaudi, dichiarando che la struttura rispetta i requisiti di sicurezza previsti dalla legge.
Le previsioni di traffico più ottimistiche stimano un ritorno annuo di 75 milioni di dollari, derivanti dal transito di circa 29.000 veicoli al giorno.